# Teorema de König
Em análise complexa e análise numérica, o Teorema de König  fornece uma forma para estimar polos simples ou raízes simples de uma função. Em particular, possui inúmeras aplicações em algoritmos para encontrar raízes, como o método de Newton e sua generalização, o método de Householder.

## O Teorema
Dada uma função meromorfa definida em {\displaystyle |x|<R}:
{\displaystyle f(x)=\sum _{n=0}^{\infty }c_{n}x^{n},\qquad c_{0}\neq 0.}
Suponha que esta possui polo simples apenas se {\displaystyle x=r} no disco. Se {\displaystyle 0<\sigma <1} tal que {\displaystyle |r|<\sigma R}, então
{\displaystyle {\frac {c_{n}}{c_{n+1}}}=r+o(\sigma ^{n+1}).}
Em particular, temos que
{\displaystyle \lim _{n\rightarrow \infty }{\frac {c_{n}}{c_{n+1}}}=r.}

## Intuição
Nas proximidades de x=r, espera-se que a função seja dominada pelo polo: 
{\displaystyle f(x)\approx {\frac {C}{x-r}}=-{\frac {C}{r}}\,{\frac {1}{1-x/r}}=-{\frac {C}{r}}\sum _{n=0}^{\infty }\left[{\frac {x}{r}}\right]^{n}.}
Correlacionando os coeficientes, vê-se que {\displaystyle {\frac {c_{n}}{c_{n+1}}}\approx r}.